# ハウ・トゥ・ドレス・ウェル
ハウ・トゥ・ドレス・ウェル（英: How to Dress Well、本名: トム・クレル、Tom Krell、1984年 - ）は、アメリカのシンガーソングライター。ドイツベルリンを拠点に活動。ファルセットを多用した歌唱、アンビエントやノイズの要素を纏ったサウンドなどを特徴とする。

## 来歴
2010年、アルバム『Love Remains』でデビュー。批評家筋からは高い評価を集め、ピッチフォーク・メディアは本作を年間ベストアルバムランキングの第19位に選んだ。2011年12月、代官山UNITで初来日公演。
2012年9月、2作目となるアルバム『Total Loss』を発表。本作は、ザ・エックス・エックスのデビュー作『xx』のプロデューサーであるロディ・マクドナルドと共同で制作された。2013年3月、渋谷O-Nestで2度目となる来日公演を開催。

## ディスコグラフィ

### スタジオ・アルバム
- ラヴ・リメインズ (2010年)
- トータル・ロス (2012年)
- "ホワット・イズ・ディス・ハート?" (2014年)
- ケア (2016年)

### EP
- ジャスト・ワンス (2011年)